# Maria Anna Victòria de Borbó
Maria Anna Victòria de Borbó i Farnese (Madrid 1718 - Lisboa 1781) va ser una infanta d'Espanya de la Casa de Borbó amb el tractament d'altesa reial que esdevingué reina consort de Portugal des de 1750 fins a l'any 1777 i regent del regne durant el trienni 1774 1777.

## Biografia

### Orígens
Va néixer a Madrid el 31 de març de 1718, filla del rei Felip V d'Espanya i la seva segona esposa, Isabel Farnese. Era neta per via paterna del Delfí Lluís de França i de la princesa Maria Anna de Baviera i per línia materna del duc Eduard II de Parma i de Dorotea Sofia de Neuburg
Fou germana dels reis d'Espanya Lluís I, Ferran VI i Carles III. Així mateix per línia paterna era cosina del rei Lluís XV de França.

### Compromís amb Lluís XV
Amb només tres anys, va ser promesa el 25 de novembre de 1721 al seu cosí, Lluís XV de França, que en tenia onze, alhora que s'acordava el casament del futur Lluís I d'Espanya, germanastre de Maria Anna i en aquell moment príncep d'Astúries, amb Lluïsa Elisabet d'Orleans, filla del duc d'Orleans, regent de França durant la minoria d'edat del monarca, per tal de mantenir la pau les dues nacions. Entre els acords estipulats hi havia la renúncia de la infanta als drets sobre la corona espanyola i un dot de 500.000 escuts, que no es van arribar a fer mai efectius.
Ben aviat va ser enviada a França per educar-se per ser reina. L'intercanvi de les princeses va dur-se a terme el gener de 1722 a l'illa dels Faisans, al riu Bidasoa. Instal·lada a París, la princesa-reina, tal com era coneguda, va viure al Palau del Louvre, mentre Lluís XV continuava a les Teuleries. El juny va ser traslladada a Versalles i allotjada a les estances de la reina, ocupades abans per la seva besàvia Maria Teresa d'Àustria i, després, per la seva àvia, Maria Anna de Baviera, on va romandre fins a la seva marxa de França.
El compromís amb el monarca francès va ser trencat el febrer 1725, amb la mort del regent duc d'Orleans, per ordre del nou regent, el duc de Borbó, al·legant que Maria Anna era massa jove per oferir un hereu a França, raó per la qual es va decidir el casament de Lluís XV amb Maria Leszczyńska. Felip V, desairat, va trencar el compromís del seu fill Carles amb Felipa Elisabet d'Orleans, filla de l'anterior regent.

### Matrimoni amb l'hereu portuguès
El 1729, a sol·licitud de Joan V de Portugal, es va casar amb Josep de Bragança, llavors príncep del Brasil, rei d'ençà el 1750. Fou un dels dos matrimonis entre Espanya i Portugal, l'altre va ser el del futur Ferran VI amb la infanta portuguesa Maria Bàrbara de Bragança. El matrimoni es va celebrar alhora a Badajoz i Elvas i el 19 de gener de 1729 les dues infantes van ser intercanviades sobre el pont del riu Caia. L'acord va comportar la fi d'anys de confrontació entre els dos països i va afavorir la política de neutralitat del monarca portuguès.
De la unió van néixer:
- SM la reina Maria I de Portugal (Lisboa, 1734-Rio de Janeiro, 1816). Casada el 1760 amb el seu oncle, el rei Pere III de Portugal.

- SAR la infanta Maria Anna (Lisboa, 1736-Rio de Janeiro, 1813).
- SAR la infanta Maria Dorotea (Lisboa, 1739-1771).

- SAR la infanta Maria Beneta (Lisboa, 1746-1829). Casada amb el seu nebot Josep.

### Regència de Maria I
Quan el seu marit fou declarat incapacitat per regnar el 1776 a causa d'un atac de feridura, Maria Anna fou declarada regent de Portugal fins a la mort del seu espòs el 1777, any en el qual l'infanta Maria de Portugal va esdevenir reina.

### Mort
La reina vídua morí el 15 de gener de 1781 al Palau d'Ajuda de Lisboa, retirada de la vida pública.